# Југозападни Онтарио
Југозападни Онтарио (енгл. Southwestern Ontario, фр. Sud-ouest de l'Ontario), је секундарни регион јужног Онтарија у канадској провинцији Онтарио. Заузима већи део полуострва Онтарио омеђеног језером Хурон, укључујући Џорџијански залив, на северу и северозападу, река Ст. Клер, језеро Ст. Клер и река Детроит, на западу, и језеро Ири на југу. На истоку, на копну, југозападни Онтарио је омеђен Централним Онтаријем и Златном потковицом. Регион је по попису из 2016. године имао 2.583.544 становника. Југозападни Онтарио се понекад и даље дели на „Средњи запад Онтарија“ који покрива источну половину области и средишњи део „југозападног Онтарија” које обухвата западну половину региона.

## Дефиницијa
Влада Онтарија такође класификује општине дуж источне стране југозападног Онтарија у близини Гранд ривера, укључујући округ Велингтон (који укључује Гвелф), регион Ватерло (који обухвата Киченер, Ватерлу и Кембриџ) и округ Брант (који укључује Брантфорд), као део региона „Велике Златне потковице“ који окружује западни део језера Онтарио. Неке непрофитне организације, владина тела и новинске организације такође класификују већи део источне стране југозападног Онтарија (подручје од округа Хјурон, округа Брус и округа Греј на северу, јужно кроз округ Даферин, округ Велингтон, регион Ватерло, округ Перт и округ Оксфорд, а понекад и јужно до округа Брант и округа Норфолк на језеру Ири) као „Средњи запад Онтарија“. Ово стога ставља само округе југозападно од овога у њихову дефиницију југозападног Онтарија, иако је у неким случајевима округ Перт такође груписан у југозападном Онтарију.

## Историја
Археолошки налази из комплекса Принцес Поинт сугеришу да су аутохтони народи узгајали кукуруз у региону још 260. године нове ере. Ирокези су препознатљиви од 500. године нове ере, а до 900. године нове ере су села са дугим кућама почела да се појављују у близини данашњег Брантфорда.
Насељавање Европљана у овом делу Онтарија почело је почетком 18. века, када је овај регион био део Краљевске провинције Нове Француске. Једно од најстаријих континуираних насеља у региону је Виндзор, које је настало као јужни продужетак насеља Форт Детроит 1701. Преласком Нове Француске под британску контролу 1763. године, регион је био део британске провинције Квебек (од 1774 до 1791. године), а постао је део провинције „Горња Канада” од 1791 до 1841. године, током постајања Провинције Канаде, од 1841. године Уједињењем провинција у  Конфедерацију 1867. године, „провинција Канада” формално је подељена на провинције Онтарио и Квебек.
Током 19. и почетком 20. века, највећи град у југозападном Онтарију био је Виндзор, међутим, Виндзор је био надмашен бржим растом Лондона. Крајем 20. века, метрополитанско подручје „Киченер-Кембриџ-Ватерло” постало је најнасељеније градско подручје у југозападном Онтарију надмашивши градско подручје „Лондон-Сент Томас”, и важи као средиште средишњег западног дела Онтарија.
Југозападни Онтарио је просперитетна пољопривредна регија чији су главни производи дуван, кукуруз шећерац, соја, озима пшеница, репица и парадајз. Узгој млека и говеда, узгој и обука коња стандардних раса и виноградарство и производња вина су такође важне индустрије. Клима овог дела Онтарија је међу најблажим у Канади. Иако кратки периоди зиме могу бити озбиљни, лета су врућа и влажна са дужом вегетацијом него у већем делу земље.
Велики део југозападног Онтарија био је део насеља Талбот, а регион је имао користи од државних олакшица за пољопривреду и трговине уопште. Њена економија је у великој мери повезана са економијом средњег запада Сједињених Држава, посебно граничне државе Мичиген. Производња аутомобила и делова, пољопривреда и високотехнолошке индустрије су кључне компоненте привреде региона. Регион такође пружа важне транспортне руте за комерцијални транспорт, железнички и танкерски транспорт из Детроита и Виндзора и Порт Хјурона, Мичиген-Сарнија, повезујући Канаду са главним тржиштима на истоку и средњем западу Сједињених Држава.
Данас највећи градови у југозападном Онтарију, по броју становника (2016), су: Лондон, Киченер, Виндзор, Гвелф, Кембриџ, Ватерлу, Брантфорд, Сарнија, Вудсток, Сент Томас, Лимингтон и Стратфорд. Чатам је такође велики центар, али није независна општина и део је општине Чатам-Кент.